# Globales Unternehmen
Das globale Unternehmen ist eine der vier von Christopher Bartlett und Sumantra Ghoshal beschriebenen speziellen Formen eines Internationalen Unternehmens.

## Charakterisierung
Bei der Strategiefindung auf internationaler Ebene spielt das Zusammenwirken von globaler Effizienz und länderspezifischer Anpassung eine große Rolle. Das globale Unternehmen profitiert vor allem von den Globalisierungsvorteilen, welche in der Annahme weltweit weitgehend homogener Bedürfnisse bestehen, die man mit standardisierten Leistungsprogrammen und Produkten bedienen kann. Darüber hinaus geht man davon aus, dass Ressourcen und Fähigkeiten zentralisiert sind und weltmarktoffen über Ländergrenzen hinweg auf andere Märkte transferiert werden können. Die wesentliche Kompetenz im Modell des globalen Unternehmens als Internationalisierungsform besteht in der Effizienz.
Der Fokus beim globalen Unternehmen liegt auf der Zentrale, welche die komplette Planung und Kontrolle für alle Auslandsfilialen übernimmt. Diese fungieren lediglich als Distributionskanäle, um den gesamten Weltmarkt mit einem einheitlichen Leistungsprogramm zu bedienen. Sowohl Werte als auch Ressourcen und Verantwortlichkeiten sind stark zentralisiert.
Das globale Unternehmen profitiert vor allem von der Realisierung von Erfahrungskurveneffekten und Standortvorteilen. Nachteil ist die fehlende lokale Anpassung, welche je nach Branche und Produkt auf den jeweiligen Märkten erforderlich ist.